# هیگاشی‌ماتسوشیما، میاگی

هیگاشی‌ماتسوشیما

هیگاشی‌ماتسوشیما در استان میاگی در کشور ژاپن واقع شده است که دارای جمعیت ۴۳٬۲۳۸ نفر و مساحت ۱۰۱٫۸۶ کیلومتر مربع با تراکم جمعیت 424 نفر در کیلومترمربع است و در تاریخ ۱ آوریل ۲۰۰۵ به عنوان شهر شناخته شد.

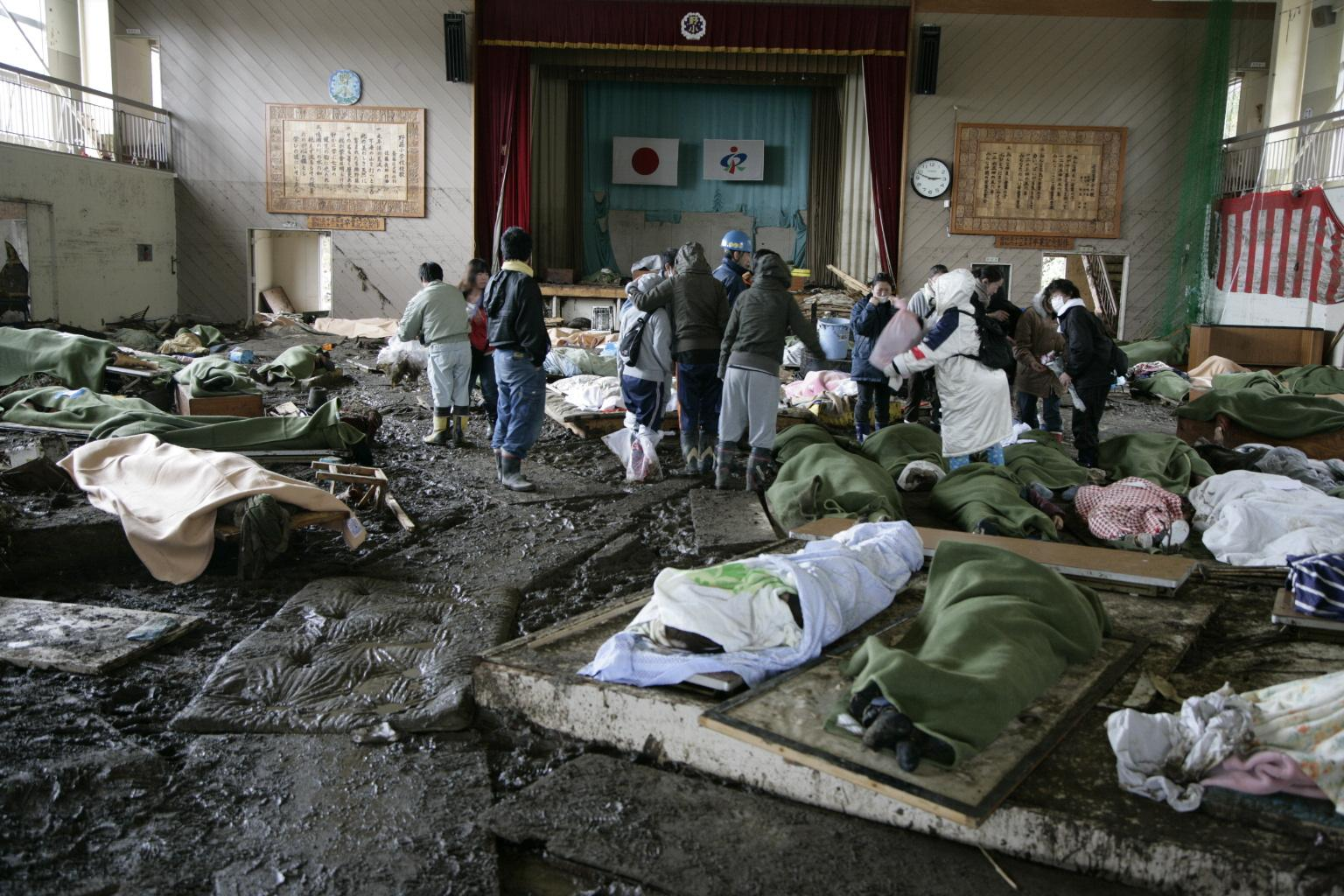
اجساد قربانیان سونامی در مدرسه‌ای در هیگاشی‌ماتسوشیما